# Viktor Lőrincz
Viktor Lőrincz (Cegléd, 28 de abril de 1990) es un deportista húngaro que compite en lucha grecorromana. Su hermano Tamás también compite en lucha.
Participó en dos Juegos Olímpicos de Verano, obteniendo una medalla de plata en Tokio 2020, en la categoría de 87 kg, y el quinto lugar en Río de Janeiro 2016, (categoría de 85 kg). En los Juegos Europeos de Minsk 2019 obtuvo una medalla de bronce en la categoría de 87 kg.
Ganó tres medallas en el Campeonato Mundial de Lucha entre los años 2013 y 2019, y tres medallas en el Campeonato Europeo de Lucha entre los años 2012 y 2020.

## Palmarés internacional
| Juegos Olímpicos   | Juegos Olímpicos           | Juegos Olímpicos  | Juegos Olímpicos |
| Año                | Lugar                      | Medalla           | Categoría        |
| ------------------ | -------------------------- | ----------------- | ---------------- |
| 2020               | Tokio (Japón)              | Medalla de plata  | 87 kg            |
| Campeonato Mundial |                            |                   |                  |
| Año                | Lugar                      | Medalla           | Categoría        |
| 2014               | Taskent (Uzbekistán)       | Medalla de bronce | 84 kg            |
| 2015               | Las Vegas (Estados Unidos) | Medalla de bronce | 85 kg            |
| 2019               | Nursultán (Kazajistán)     | Medalla de plata  | 87 kg            |
| Juegos Europeos    |                            |                   |                  |
| Año                | Lugar                      | Medalla           | Categoría        |
| 2019               | Minsk (Bielorrusia)        | Medalla de bronce | 87 kg            |
| Campeonato Europeo |                            |                   |                  |
| Año                | Lugar                      | Medalla           | Categoría        |
| 2012               | Belgrado (Serbia)          | Medalla de bronce | 84 kg            |
| 2017               | Novi Sad (Serbia)          | Medalla de oro    | 85 kg            |
| 2020               | Roma (Italia)              | Medalla de plata  | 87 kg            |